# Instituto de Euskera
El Instituto de Euskera de la Universidad del País Vasco es un instituto dedicado a la investigación sobre el euskera. Entre los materiales puestos a disposición del público figuran, entre otros, los siguientes:
SEG (Sareko Euskal Gramatika): Se trata de una gramática  en red, con capítulos dedicados a la fonética, fonología, historia, dialectos, datos sociolingüísticos, etc.
ETC /Egungo Testuen Corpusa: Corpus lingüístico  basado en textos de literatura y prensa del siglo XXI. 205 millones de palabras.
EPG (Ereduzko Prosa Gaur): Corpus lingüístico  basado en textos de literatura y prensa del período 2001-2006. 25 millones de palabras.
EPD (Ereduzko Prosa Dinamikoa): Corpus lingüístico  de períodos de cinco años, se actualiza cada año, incorporando el último y borrando el primero. 15 millones de palabras
Pentsamenduaren Klasikoak corpusa: Corpus lingüístico  basado en los textos de la colección KLASIKOAK , que recoge los libros más influyentes del pensamiento clásico universal.
Goenkale Corpusa: Corpus lingüístico  basado en los diálogos de la serie del mismo nombre en ETB. Contiene 13,3 millones de palabras.
Zuzenbide Corpusa: Corpus especializado  basado en textos legales. Se actualiza cada año. Contiene 7,3 millones de palabras.
Zehazki: Diccionario castellano-euskera , con más de 100.000 entradas.
Egungo Euskararen Hiztegia (EEH): Diccionario euskera-euskera  de la lengua vasca en el siglo XXI. En elaboración. Más de 75.000 entradas a la finalización.
Kalkoen Behatokia (Observatorio de calcos lingüísticos): Recoge ejemplos de los calcos más habituales de las lenguas en contacto con la lengua vasca.
Basque Grammar: Gramática  sobre la lengua vasca.
ELI (Euskal Literaturaren Katalogoa): Catálogo interactivo de las obras de literatura vasca traducidas a otros idiomas.
El Instituto de Euskera está dirigido por Pello Salaburu
- Datos: Q18286075